# Mộ Dung Thuận
Mộ Dung Thuận (giản thể: 慕容顺; phồn thể: 慕容順; bính âm: Mùróng Shùn, ?- 635), hiệu là Truật Cố Lã Ô Cam Đậu khả hãn (趉故呂烏甘豆可汗) giản lược là Cam Đậu khả hãn (甘豆可汗), tước hiệu nhà Đường Tây Bình vương (西平王), là một vị khả hãn có thời gian trị vì ngắn ngủi của nước Thổ Dục Hồn. Ông vốn được trông đợi là thái tử của cha mình- Bộ Tát Bát khả hãn Mộ Dung Phục Doãn, do ông là con trai trưởng của Bộ Tát Bát khả hãn và Quảng Hóa công chúa của nhà Tùy, song đã bị bỏ qua. Đến năm 635, khi Đường tấn công Thổ Dục Hồn, ông đã dẫn một nhóm các quý tộc đầu hàng Đường và sau đó được phong làm khả hãn, kế vị cha (người đã chết trong khi chạy trốn). Tuy nhiên, ông không nhận được sự ủng hộ từ các thần dân và đã bị sát hại trong cùng năm. Kế vị ông là con trai Mộ Dung Nặc Hạt Bát.

## Thân phận
Không rõ thời điểm Mộ Dung Thuận ra đời, song ông là con trai cả của Bộ Tát Bát khả hãn Mộ Dung Phục Doãn và Quảng Hóa công chúa của nhà Tùy. Quảng Hóa công chúa ban đầu kết hôn với bá phụ của Mộ Dung Thuận là Mộ Dung Thế Phục vào năm 596 khi người này làm khả hãn. Năm 597, sau khi Mộ Dung Thế Phục bị sát hại, Mộ Dung Phục Doãn kế vị khả hãn, và theo phong tục của Thổ Dục Hồn, ông ta kết hôn với Quảng Hóa công chúa.

## Trong thời nhà Tùy
Năm 604, Tùy Văn Đế qua đời, và Dương Quảng lên kế vị, tức Dạng Đế. Năm 607, Dạng Đế bắt đầu tính đến việc chinh phục Thổ Dục Hồn, sau khi Bùi Củ (裴矩) tin chắc hành động này sẽ tiến hành dễ dàng. Trong một dịp, Mộ Dung Phục Doãn đã phái Mộ Dung Thuận làm sứ thần đến Tùy, song Dạng Đế đã bắt ông làm con tim.
Vào năm 608 và 609, Dạng Đế cho tiến hành các cuộc tấn công lớn nhằm vào Thổ Dục Hồn, chiếm đoạt đất đai của nước này và buộc Mộ Dung Phục Doãn phải chạy trốn. Dạng Đế thay vào đó đã phong Mộ Dung Thuận làm khả hãn và cho một tông thất Thổ Dục Hồn là Đại Bảo vương Ni Lạc Chu (尼洛周) làm người trợ giúp cho Mộ Dung Thuận, hy vọng rằng Mộ Dung Thuận có thể tiếp quản Thổ Dục Hồn. Tuy nhiên, trên đường quay trở lại vùng đất cũ của Thổ Dục Hồn, đến Tây Bình quận (gần tương ứng với Tây Ninh, Thanh Hải ngày nay) thì Ni Lặc Chu bị bộ hạ sát hại, Mộ Dung Thuận phải trở về Tùy, song vào những năm sau đó, triều đại này bắt đầu sụp đổ trước các cuộc khởi nghĩa nông dân.
Năm 618, trong lúc Mộ Dung Thuận ở cùng với Dạng Đế tại Giang Đô (江都, nay thuộc Dương Châu, Giang Tô), vị hoàng đế này đã bị phản tướng Vũ Văn Hóa Cập (宇文化及) sát hại. Mộ Dung Thuận sau đó đã quay trở về kinh đô Trường An của nhà Tùy, song thành nay nằm dưới quyền kiểm soát của phản tướng Lý Uyên.

## Trong thời nhà Đường
Cũng vào năm 618, Lý Uyên buộc Tùy Cung Đế phải nhường ngôi cho ông ta, lập ra nhà Đường và bản thân trở thành Cao Tổ. Do Cao Tổ hoàng đế còn phải chiến đấu với các lãnh đạo nổi dậy khác để giành quyền bá chủ Trung Hoa, ông ta đã đề nghị Mộ Dung Phục Doãn- người khi này đã đoạt lại quyền kiểm soát cố địa của Thổ Dục Hồn từng bị Tùy chiếm, tấn công một trong các đối thủ của mình là Lương Đế Lý Quỹ. Mộ Dung Phục Doãn chấp thuận và yêu cầu Mộ Dung Thuận được phóng thích về chỗ mình. Cao Tổ hoàng đế chấp thuận, và vào năm 619, Mộ Dung Thuận trở về Thổ Dục Hồn. Tuy nhiên, sự trở về này không hoàn toàn viên mãn đối với Mộ Dung Thuận vì sau một thời gian dài ông vắng mặt, cha đã lập một người con trai khác làm thái tử. Ông chỉ được phong làm Đại Ninh vương và không hài lòng trước việc này.
Mặc dù ban đầu Đường và Thổ Dục Hồn là đồng minh, song hòa bình đã không kéo dài, khi mà công cuộc thống nhất Trung Quốc của Đường đã gần như hoàn thành vào năm 623, còn Mộ Dung Phục Doãn thì nghe theo lời khuyên của chiến lược gia Thiên Trụ vương mà thực hiện một số cuộc tấn công cướp phá hàng năm vào lãnh thổ Đường trong thời gian trị vì còn lại của Cao Tổ hoàng đế. Đến khi Thái Tông hoàng đế kế vị vào năm 626, Thổ Dục Hồn mới giảm bớt tần suất các cuộc tấn công, song vẫn tiếp tục.
Năm 635, dưới sự chỉ huy của tướng Lý Tĩnh, quân Đường tiến hành một cuộc tấn công nhằm triệt hạ Thổ Dục Hồn, buộc Mộ Dung Phục Doãn phải chạy trốn. Các quý tộc Thổ Dục Hồn bực bội với Thiên Trụ vương, và Mộ Dung Thuận đã lãnh đạo họ sát hại Thiên Trụ vương và đầu hàng quân Đường. Mộ Dung Phục Doan chết trong khi chạy trốn, vì thế Thái Tông hoàng đế đã phong cho Mộ Dung Thuận làm Tây Bình vương và Truật Cố Lã Ô Cam Đậu khả hãn, kế vị cha.

## Cai trị ngắn ngủi
Tuy nhiên, thời gian trị vì của Mộ Dung Thuận chỉ kéo dài ngắn và trong tình trạng hỗn loạn, các thần dân được cho là không tôn trọng ông do ông đã phải làm con tim trong một thời gian dài tại Trung Hoa, và hỗn loạn vẫn không giảm bớt ngay cả khi quân Đường dưới quyền tướng Lý Đại Lượng (李大亮) đến đóng ở Thổ Dục Hồn nhằm giúp đỡ Mộ Dung Thuận. Cũng vào năm 635, Mộ Dung Thuận bị sát hại. Con trai ông là Yên vương Mộ Dung Nặc Hạt Bát trở thành người kế vị.